# Микеле Скарпони
Микеле Скарпони (на италиански: Michele Scarponi; 25 септември 1979 − 22 април 2017) е италиански колоездач, който се състезава професионално от 2002 до 2017 г.
Състезава се за отборите Акуа и Сапоне-Кантина Толло, Домина Ваканце, Вюрт, Акуа и Сапоне-Кафе Мокамбо, Андрони Джокатоли и Астана. Обявен е за победител в Обиколката на Италия 2011 след като завършва втори, а Алберто Контадор е дисквалифициран.
Загива на 22 април 2017 г. по време на тренировка, когато е блъснат от микробус край родния си град Филотрано.